# Правдинск
Правдинск (на руски: Правдинск) е град в Русия, административен център на Правдински район, Калининградска област. Населението на града към 1 януари 2018 е 4144 души.